# Maria Clara Eimmart
Maria Clara Eimmart (Núremberg, 27 de mayo de 16- Núremberg, 29 de octubre de 1707) fue una astrónoma y dibujante alemana. Fue la hija  y ayudante de Georg Christoph Eimmart.

## Biografía
Maria Clara Eimmart nació en 1676. Su padre era el pintor, grabador, y astrónomo aficionado Georg Christoph Eimmart el Joven. El padre, que gastaba todos sus ingresos en la compra de instrumentos astronómicos y construyó un observatorio privado en Núremberg en la muralla de ciudad, era un observador diligente y publicó sus resultados en varias memorias y transacciones de sociedades científicas. Su abuelo, Georg Christoph Eimmart el Viejo, era también grabador y pintor de retratos, bodegones, paisajes, y temas históricos. De su padre, Maria Clara Eimmart aprendió francés, latín, matemáticas y dibujo, así como la astronomía.  Gracias a su extensa educación en las bellas artes y en ciencia, se especializó en ilustraciones botánicas y astronómicas, en las que destacó por su habilidad para crear croquis precisos. Era también una  grabadora muy capaz y trabajó como asistente de su padre. Creó numerosas ilustraciones del sol y luna, además de flores, pájaros, estatuas antiguas, y retratos de mujeres, aunque la mayoría de sus obras se han perdido.
En 1706, Eimmart se casó con Johann Heinrich Muller, alumno y el sucesor de su padre. Eimmart asistió a su marido en las clases de Física que impartía el gimnasio de Núremberg. Su matrimonio consolidó la posición de Einmart en el observatorio. La pasión familiar por la astronomía influyó a Muller, que se convirtió a su vez en un aficionado dedicado y llegó a profesor en Altorf, donde  puso en uso sus dotes para el dibujo para describir cometas, manchas solares, y  montañas lunares, siempre con la ayuda de su mujer. La pareja tuvo contactos con los hermanos Rost, novelistas y astrónomos y con Wurtzelbauer y Doppelmayer, un historiador de astronomía. Maria Clara Eimmart murió en parto en 1707.

## Ilustraciones astronómicas
Eimmart es conocida especialmente por sus ilustraciones astronómicas exactas. Entre 1693 y 1698, Eimmart realizó más de 350 dibujos de las fases de la luna. Esta colección de dibujos, realizados en papel azul distintivo a partir de observaciones por un telescopio, se denominó Micrographia stellarum fases lunae ultra 300. Donó doce de ellos al conde Marsili, un colaborador científico de su padre, y diez se conservan en Bologna, junto con tres estudios más pequeños en papel marrón. Las ilustraciones de Eimmart sirvieron de base para un nuevo mapa lunar.
En 1706, Eimmart también ilustró el eclipse total que tuvo lugar ese año. Schiebinger menciona que según algunas fuentes, Eimmart publicó en 1701 Ichnographia nova contemplationum de sole bajo el nombre de su padre, pero no hay indicios firmes de que fuera realmente su trabajo.

## Galería

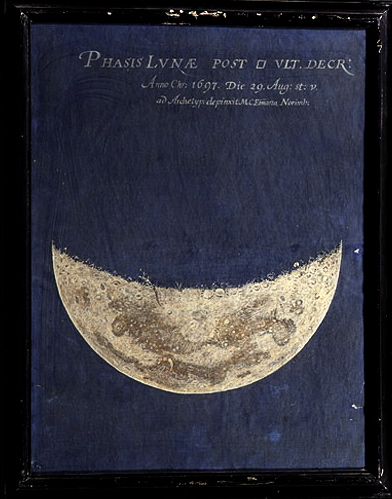
Fase de la luna
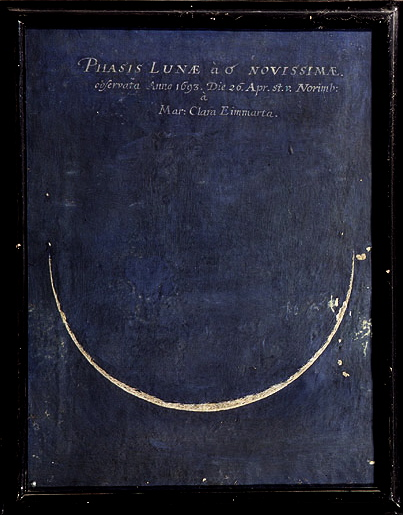
Segunda fase de la luna
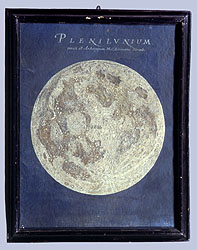
Ilustración de la luna llena
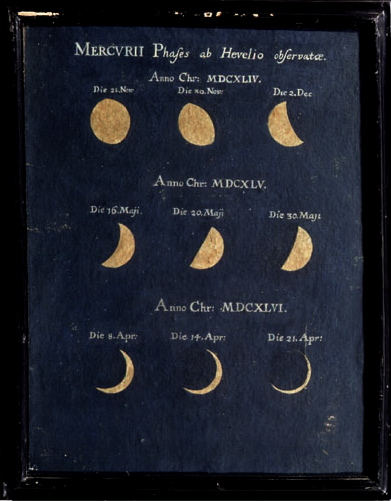
Fase de Mercurio observada por Johannes Hevelius
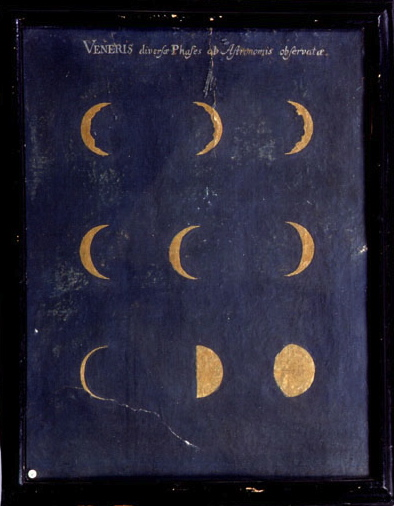
Fase de Venus
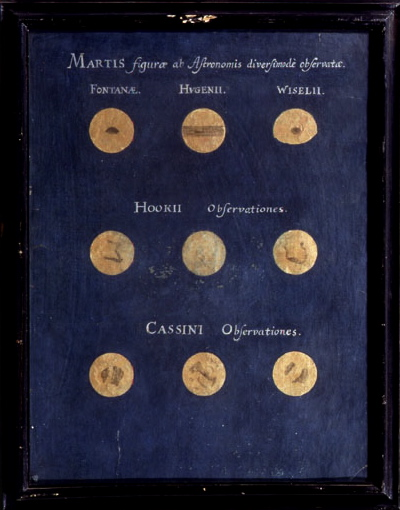
Aspecto de Marte
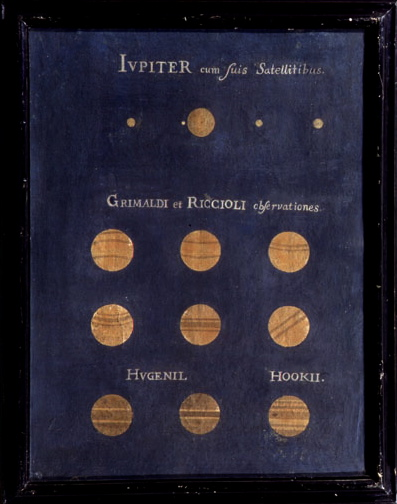
Aspecto de Júpiter
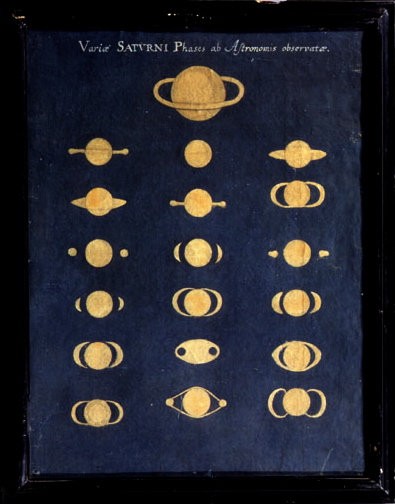
Aspecto de Saturno
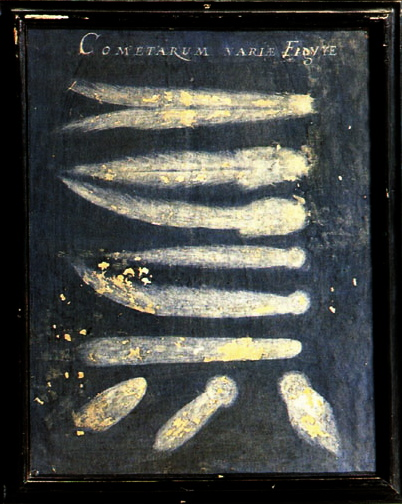
Cometas
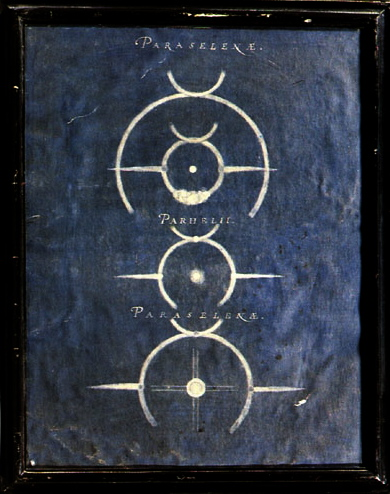
Paraselene Y Parhelion
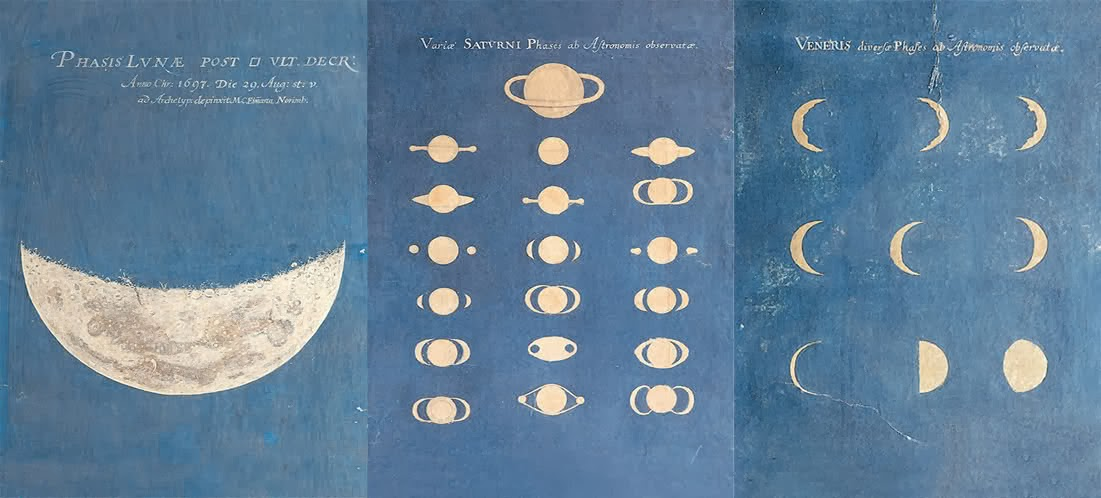
Ilustraciones astronómicas